# Cylindroiulus aostanus
Cylindroiulus aostanus är en mångfotingart som först beskrevs av Karl Wilhelm Verhoeff 1932.  Cylindroiulus aostanus ingår i släktet Cylindroiulus och familjen kejsardubbelfotingar. Inga underarter finns listade i Catalogue of Life.